# 203-мм гаубица У-3
203-мм гаубица У-3 — советская опытная буксируемая гаубица корпусной артиллерии. Была создана в конструкторском бюро Уральского завода тяжёлого машиностроения.

## История создания
В второй половине 1930-х годов руководство Красной Армии пришло к выводу о необходимости наличия 203-мм гаубицы в корпусном звене. Существовавшие на тот момент 203-мм гаубицы Б-4 были дороги в производстве и обладали недостаточной мобильностью, а 203-мм гаубицы Е-16 имели устаревшую конструкцию и обладали рядом конструктивных недостатков. 19 февраля 1938 года ГАУ разослало на Завод № 172 и Уральский завод тяжёлого машиностроения тактико-технические требования на новую 203-мм корпусную гаубицу. Конструкторском бюро машиностроения Завода № 172 проект получил обозначение М-40, в особом конструкторском бюро — БЛ-39, а на УЗТМ — У-3. Работы по гаубице У-3 велись под руководством инженера-конструктора Сидоренко. После рассмотрения в ГАУ совместно с проектом гаубицы М-40 Завода № 172 в октябре 1938 года проект был возвращён на Уральский завод тяжёлого машиностроения с предписанием заменить свободную трубу на лейнированую, использовать затвор гаубицы Б-4 без изменений, с целью увеличения проходимости заменить колёса диаметром 920 мм на двойные с диаметром 1020 мм. После доработок предписывалось изготовить опытный образец.
29 апреля 1940 года после успешного завершения заводских испытаний опытный образец был направлен на полигонные испытания, которые проходили с 5 по 17 июля этого же года. Во время испытаний гаубица совершила пробег в 516 км, а также были выполнены стрельбы в объёме 695 выстрелов. При сравнении результатов испытаний с гаубицей М-40 было выяснено, что кучность стрельбы на полном заряде у орудия У-3 была лучше. Однако при этом были отмечены недостатки: резкий накат ствола после выстрела, конструктивные недоработки подъёмного механизма, неудовлетворительная кучность при стрельбе на углах возвышения выше +70°, неудовлетворительная работа устройства для установки гаубицы на поддон, недостатки в работе гидравлического тормоза отката, невозможность вести огонь с колёс без установки поддона. В общем заключении Гороховецкого артиллерийского полигона отмечалось, что в целом система У-3 испытания не выдержала, после чего опытный образец был отправлен на доработку. В декабре 1941 года опытный образец был доработан и отправлен на дальнейшие испытания. С 5 мая по 15 июня 1942 года гаубица У-3 с новым стволом, имевшим крутизну нарезки в 25 клб., проходила сравнительные испытания с гаубицей БЛ-39. результаты испытаний показали, что гаубица У-3 превосходила орудие БЛ-39 по своим техническим характеристикам и была дешевле в изготовлении, однако при этом были выявлены и недостатки: неудовлетворительная работа тормоза отката на угле вертикального наведения +45°, а также низкая прочность подъёмного механизма. В заключении было указано, что гаубица У-3 полигонно-войсковые испытания не выдержала, также комиссией было рекомендовано доработать конструкцию по замечаниям, однако, дальнейшие работы по гаубице У-3 были прекращены, и на вооружение она не поступила.

## Описание конструкции
203-мм гаубица У-3 имела лейнированный ствол с кожухом и казёнником. В казённике размещался поршневой затвор, заимствованный от 203-мм гаубицы Б-4. Для уравновешивания качающейся части орудия, гаубица У-3 была оборудована телескопическим уравновешивающим механизмом пружинного типа. Стрельба из гаубицы У-3 велась с поддона, обеспечивающего два режима стрельбы: с высотой линии огня в 1680 и 1415 мм. Подобная схема позволяла реализовать стрельбу на углах возвышения больше +50° без подкопа для откатных частей, при этом на низких углах стрельбы обеспечивалась устойчивость орудия. В зависимости от углов вертикального наведения изменялась длина от 900 до 1400 мм. Вертикальное наведение обеспечивалось механизмом секторного типа. По горизонту орудие наводилось с помощью винтового механизма горизонтального наведения. Заряжание гаубицы производилось при помощи крана с лебёдкой. На марше к орудию цеплялся двухколёсный орудийный передок, заимствованный с небольшими изменениями от 152-мм гаубицы-пушки МЛ-20. При буксировке ствол орудия оттягивался.

### Применяемые боеприпасы
Заряжание гаубицы У-3 было картузным, стрельба велась всеми типами боеприпасов от 203-мм гаубицы Б-4.
| Номенклатура боеприпасов |                |                   |              |                   |                  |                                 |                                     |
| Индекс выстрела          | Индекс снаряда | Масса снаряда, кг | Масса ВВ, кг | Длина снаряда, мм | Марка взрывателя | Начальная скорость снаряда, м/с | Максимальная дальность стрельбы, км |
| Фугасные                 |                |                   |              |                   |                  |                                 |                                     |
|                          | 53-Ф-620       | 98,75             | 18,97        | 966               | 5ДТ-2            |                                 |                                     |
|                          | 53-Ф-621       | 98,35             | 15,91        | 783               | УГГ              |                                 |                                     |
|                          | 53-Ф-621Г      | 98,51             | 15,91        | 783               | 4ГТ              |                                 |                                     |
| С полным зарядом         | 53-Ф-625       | 100               | 23,4         | 875               | РГМ-2            | 450                             | 13,215                              |
| С зарядом №1             | 53-Ф-625       | 100               | 23,4         | 875               | РГМ-2            | 360                             |                                     |
| С зарядом №2             | 53-Ф-625       | 100               | 23,4         | 875               | РГМ-2            | 270                             | 4,2                                 |
| С полным зарядом         | 53-Ф-625Д      | 100               | 15,77        |                   | РГМ-2            | 450                             | 13,215                              |
| С зарядом №1             | 53-Ф-625Д      | 100               | 15,77        |                   | РГМ-2            | 360                             |                                     |
| С зарядом №2             | 53-Ф-625Д      | 100               | 15,77        |                   | РГМ-2            | 270                             | 4,2                                 |
| Бетонобойные             |                |                   |              |                   |                  |                                 |                                     |
| С полным зарядом         | 53-Г-620       | 100               | 15,36        | 895               | ДБТ/КТД          | 450                             | 13,215                              |
| С зарядом №1             | 53-Г-620       | 100               | 15,36        | 895               | ДБТ/КТД          | 360                             |                                     |
| С зарядом №2             | 53-Г-620       | 100               | 15,36        | 895               | ДБТ/КТД          | 270                             | 4,2                                 |
|                          | 53-Г-620Т      | 146               | 10,72        | 1017              | ДБТ              |                                 |                                     |